# اتحادیه اروپایی برای حلقه‌گذاری پرندگان
اتحادیه اروپایی برای حلقه‌گذاری پرندگان (EURING) سازمان هماهنگ‌کننده طرح‌های اروپایی برای حلقه‌گذاری پرندگان است.

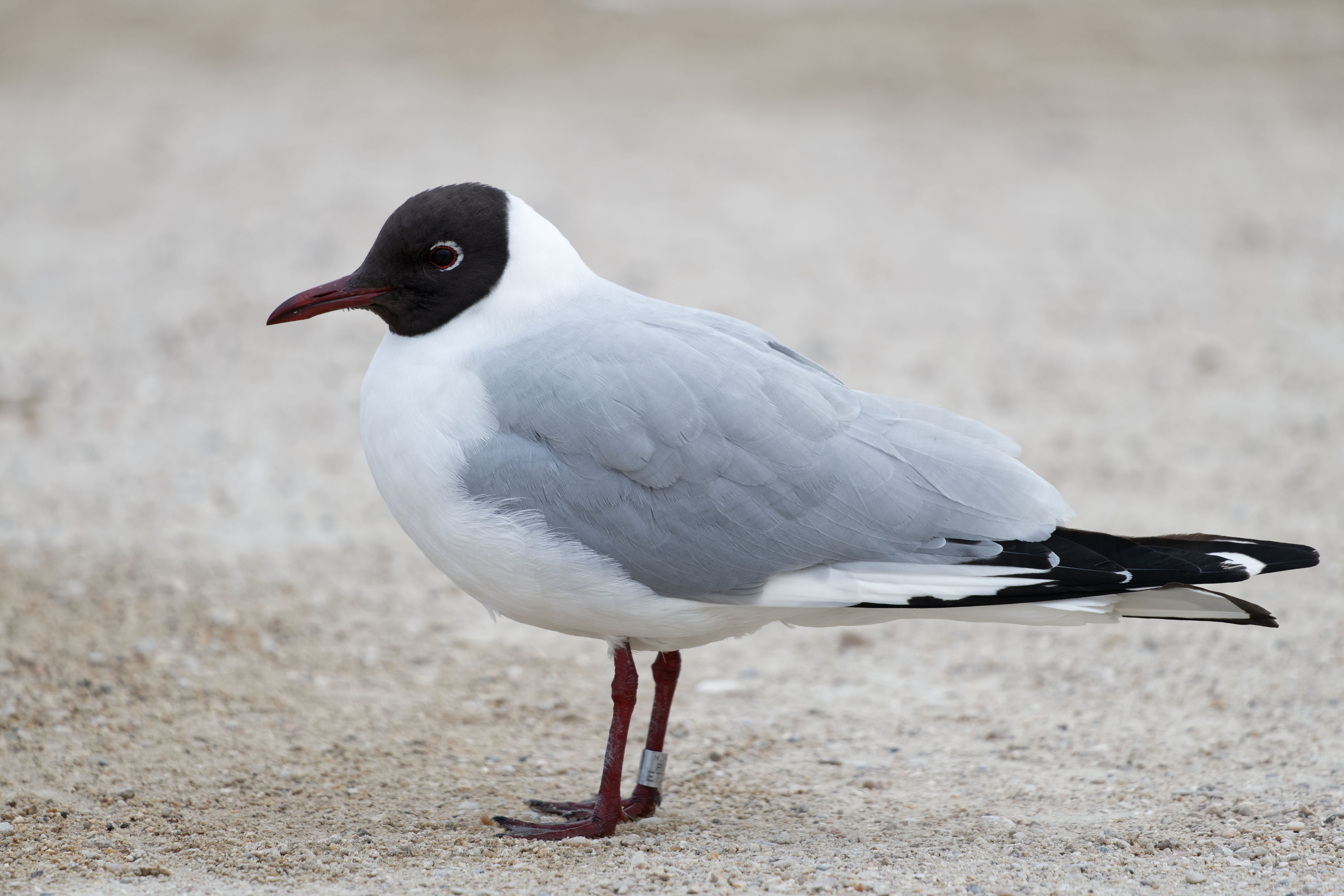
کاکایی سرسیاه کوچک Chroicocephalus ridibundus حلقه‌گذاری‌شده در Tuileries در پاریس در ۱ مارس ۲۰۱۸. شماره حلقه CZP ET06049 است، که در آن CZP کد طرح EURING طرح حلقه‌گذاری جمهوری چک پراگ است، و ET06049 شماره منحصر به فرد اختصاص داده شده توسط آن طرح است. کد گونه EURING برای کاکایی سرسیاه ۰۵۸۲۰ است.

## تاریخچه
EURING در سال ۱۹۶۳ در فرانسه بنیان‌گذاری شد، تا حدی در پاسخ به جلسه‌ای در سیزدهمین کنگره بین‌المللی پرنده‌شناسی (ایتاکا، نیویورک، ژوئن 1962).
EURING کد مبادله EURING را ایجاد کرد تا امکان تبادل داده بین اعضا را فراهم کند و بانک مرکزی EURING برای جمع‌آوری ثبت‌ها از همه اعضا در یک پایگاه داده مرکزی است.

## کد تبادل
کد مبادله EURING (یا کد EURING) یک فرمت تبادل داده است که اطلاعات حلقه پرنده و بازیابی حلقه را توصیف می‌کند. کاربرد اصلی آن فعال کردن تبادل داده بین اعضای EURING (که هرکدام پایگاه داده و قالب‌های خاص خود را دارند) و بین اعضا و بانک داده EURING است.
این کد در جلسه EURING در سال ۱۹۶۶ با تطبیق یک کد کارت پانچ هلندی که در سال ۱۹۶۳ ایجاد شد. کد مبادله EURING از آن زمان با پیشرفت فناوری بیشتر توسعه یافته است که سبب ویرایش‌های جدیدتر در سال ۱۹۷۹ و ۲۰۰۰ شد. کد از کارت‌های پانچ به کد ASCII منتقل شده بود تا در فایل‌های متنی و پایگاه داده استفاده شود. کد ۲۰۰۰ به نسخه ۲۰۰۰+ تغییر یافت، و سپس نسخه ۲۰۲۰ که استاندارد کنونی است، جایگزین شد.
کدهای EURING همچنین برای شناسایی گونه‌ها در دیگر تحقیقات پرنده‌شناسی مانند EBCC Atlas of European Breeding Birds استفاده می‌شود.

## بانک داده
در سال ۱۹۷۷، EURING بانک داده EURING (EDB) را برای جمع‌آوری رکوردها از همه اعضا در یک مکان مرکزی بنیان‌گذاری کرد. EDB در ابتدا در موسسه بوم‌شناسی هلند میزبانی شد. در سال ۲۰۰۶، میزبانی به Trust for Ornithology (BTO) بریتانیا منتقل شد.

## رواج
ایجاد کد مبادله EURING 2000 محرکی برای پیشرفت سریع در مطالعات و تحلیل‌های بازپس‌گیری بود.
داده‌های EURING در تحقیقات علمی دربارهٔ پرنده‌شناسی یا موضوعات مرتبط استفاده می‌شود. موضوعات تحقیق شامل مسیرهای مهاجرت، مناطق زمستان‌گذرانی و مناطق مرحله‌بندی و میزان بقا است. داده‌های حلقه‌گذاری پرندگان مانند EDB نیز برای حفاظت مرتبط است.
کاربردهای دیگر عبارتند از استفاده برای تشخیص الگوهای آنفلوانزای پرندگان، همان‌طور که در ابزار نقشه‌برداری مهاجرت EFSA و رادار آنفولانزای پرندگان دیده می‌شود.
داده‌های EDB با داده‌های Movebank ترکیب می‌شوند تا اطلس مهاجرت پرندگان آفریقایی اوراسیا در دسترس همگان تشکیل شود.